# Bladon
Bladon – wieś w Anglii, w hrabstwie Oxfordshire, w dystrykcie West Oxfordshire. Leży 11 km na północny zachód od Oksfordu i 92 km na północny zachód od Londynu. W 2001 miejscowość liczyła 753 mieszkańców.